# Mössnäsudden
Mössnäsudden är ett naturreservat i Hudiksvalls kommun i Gävleborgs län. 
Området är naturskyddat sedan 2020 och är 54,5 hektar stort. Reservatet består av gammal brandpåverkad tallskog och klapperstensfält.